# Emmanuel Eboué
Emmanuel Eboué (* 4. června 1983, Abidžan Pobřeží slonoviny) je fotbalista z Pobřeží slonoviny, který v současné době hraje v Anglické nejvyšší lize za Sunderland AFC.